# Alberto Magnelli
Alberto Magnelli (* 1. Juli 1888 in Florenz; † 20. April 1971 in Meudon) war ein Künstler und Autodidakt. Schon früh zeigte er eine abstrakte Richtung in seinen Gemälden. Er gehörte zu den bedeutenden Vertretern der Modernen Malerei im 20. Jahrhundert, insbesondere nach dem Zweiten Weltkrieg.
Am 15. März 1914 kam der in die Moderne vernarrte Magnelli in Begleitung des Dichters Aldo Palazzeschi in Paris an. Hier fand der bisher hauptsächlich aus Buchwissen Geprägte die Realität der Malerei, u. a. lernte er dort Pablo Picasso und Fernand Léger kennen. Er schloss u. a. Freundschaft mit Guillaume Apollinaire. 1915 malte Magnelli seine ersten abstrakten Bilder. Am 31. Oktober 1940 heiratete Magnelli in Grasse im unbesetzten Südfrankreich Susi Gerson. Trauzeuge war Hans Arp.
Das Jahr 1947 wurde für Magnelli zu einem wichtigen Jahr. Im Juli 1947 wurde er durch die von der Galerie René Drouin veranstalten Retrospektive schlagartig als abstrakter Maler bekannt. Nach dem Ableben von Wassily Kandinsky, Robert Delaunay und Piet Mondrian erschien Magnelli für die junge Generation wie einer ihrer Vorläufer.
„Das Schwarz, das Braun und das Blau der Bilder Magnellis lassen an die Farben der Fresken der früheren Epochen auf Kreta denken. Seine Arbeiten könnten Gleichwertiges zu diesen erhabenen und heiteren Dekorationen liefern. Sie sind natürlicher Schmuck, ohne Übertreibung und ohne Überanstrengung.........“ Hans Arp, Vorwort zur Ausstellung von Magnelli in der Galerie René Drouin, Paris, 1947
In der Folgezeit wurden die Werke Magnellis in vielen namhaften Museen und Ausstellungen gezeigt: So z. B. 1954 in einer Retrospektive im Palais des Beaux-Arts in Brüssel 100 Bilder von 1914–1954, 1963 Retrospektive im Kunsthaus Zürich, 1968 Retrospektive mit 173 Werken im Museum für moderne Kunst in Paris. Alberto Magnelli Teilnehmer der documenta 1 (1955) mit eigenem Raum und der documenta II im Jahr 1959 in Kassel. 1950 erhielt Magnelli einen persönlichen Raum der Biennale in Venedig, in dem 18 Bilder aus den Jahren 1914–1948 gezeigt wurden.
Im Jahr 1952 entwarf Alberto Magnelli das Gebäude Casa Astratta in der Viale Beatrice d’Este 24, das als die höchste Ausdrucksform der Verbindung zwischen Architektur und Kunst innerhalb der konkreten Kunstbewegung (MAC) gilt.
Alberto Magnelli starb am 20. April 1971 in seinem Haus an Herzstillstand. Er wurde auf dem Friedhof von Meudon bestattet.